# Un baiser dans la nuit

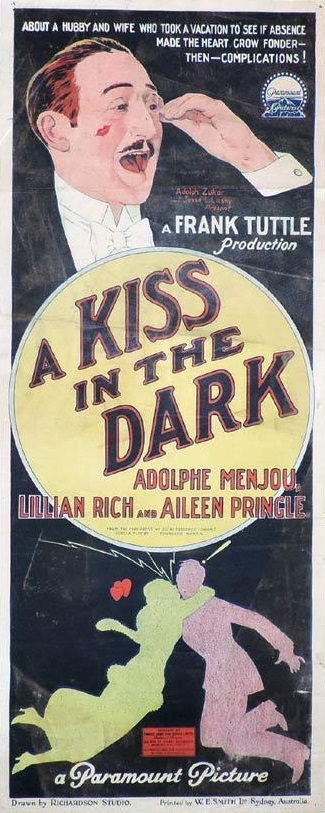
Affiche du film.

Un baiser dans la nuit (A Kiss in the Dark) est un film américain réalisé par Frank Tuttle, sorti en 1925.

## Fiche technique
- Réalisation : Frank Tuttle
- Scénario : Townsend Martin d'après un roman de Frederick Lonsdale
- Producteurs : Jesse L. Lasky, Adolph Zukor
- Production : Famous Players-Lasky Corporation
- Photographie : Alvin Wyckoff
- Distributeur : Paramount Pictures
- Durée : 60 minutes[1]
- Date de sortie : 6 avril 1925

## Distribution
- Adolphe Menjou : Walter Grenham
- Aileen Pringle : Janet Livingstone
- Lillian Rich : Betty King
- Kenneth MacKenna : Johnny King
- Ann Pennington : une danseuse
- Kitty Kelly : une chanteuse
- Zeppo Marx : rôle inconnu, crédité Herbert Marx[2]